# Fares (Sant Ferriol)
Fares és un poble del terme municipal de Sant Ferriol a la comarca de la Garrotxa. És a l'extrem sud-est del terme municipal, molt a prop del límit amb el de Serinyà. És al sud de Bruguers, del veí terme de Maià de Montcal i al sud-est de la resta de pobles del terme de Sant Ferriol. El poble és al Pla de Fares, una zona plana en bona part al·luvial a la dreta del Fluvià, prop de la unió del Ser amb aquest riu.
El poble és format per un petit nucli agrupat i tot de masies al voltant, com ara Can Badia, Can Costa, Can Figueres, Can Roset, el Mas Capell. L'església de Santa Maria de Fares és aïllada al nord-oest del nucli.
Travessa el poble la carretera C-66 en el punt quilomètric 55, que el comunica amb Banyoles, nou quilòmetres al sud-est, i amb Besalú, tres quilòmetres i mig al nord-oest.

## Història
L'alou de Farisés és documentat des del 966, any al qual el comte Sunifred el cedí al seu germà Miró, el futur bisbe i comte. L'església consta des del 977, quan fou cedida com a sufragània a la canònica de Santa Maria de Besalú. L'edifici primigeni, romànic, ha estat posteriorment modificat.
El 1973 s'hi van descobrir restes paleolítiques. El 2004 es va dur a terme una nova intervenció (jaciment de Fares).
El poble de Fares va ser incorporat al municipi de Sant Ferriol (llavors anomenat Parròquia de Besalú) a mitjans del Segle XIX, juntament amb d'altres parròquies que actualment formen part del mateix municipi.